# Žakaranda

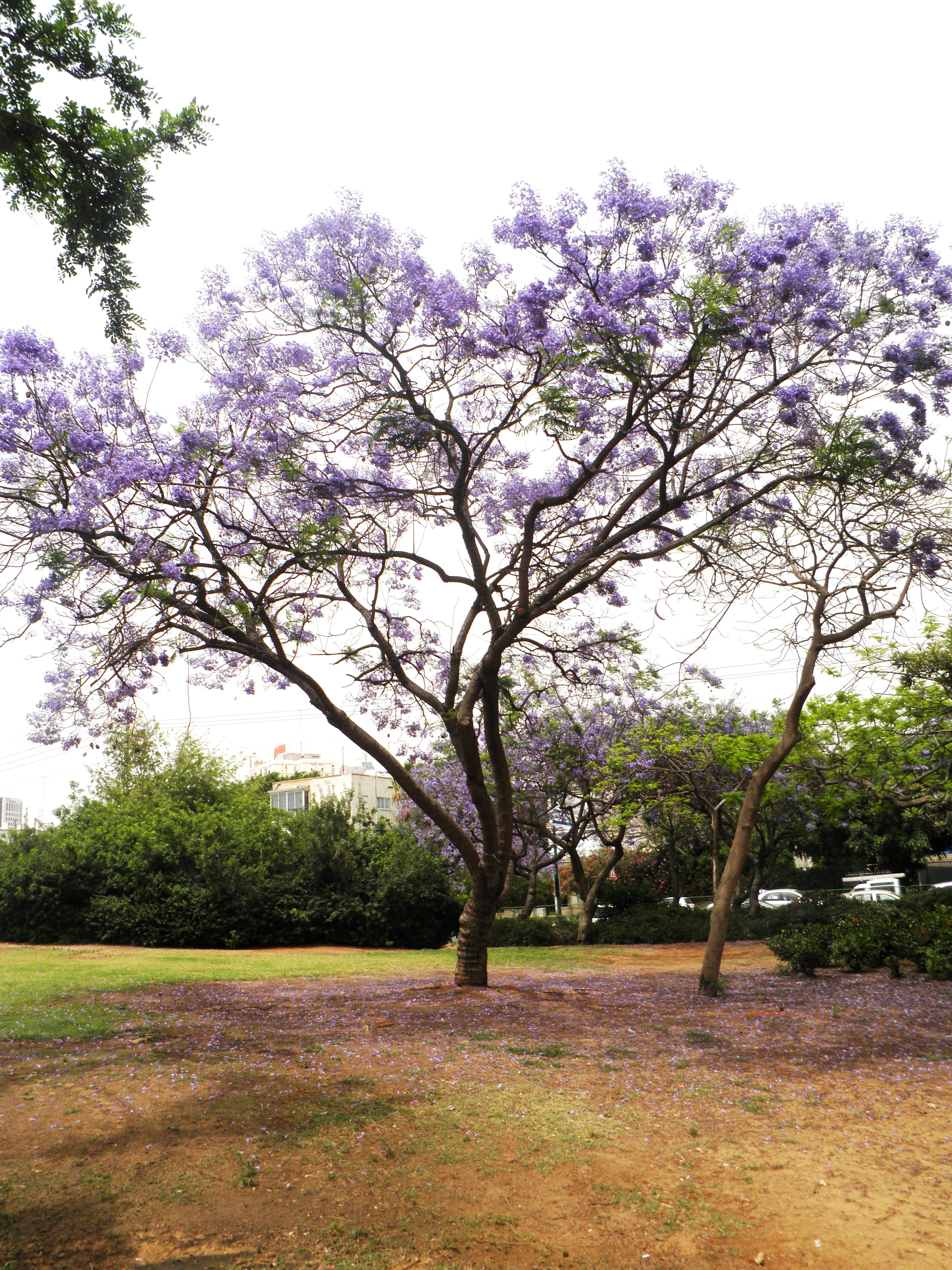
Žakaranda mimózolistá

Žakaranda (Jacaranda) je rod rostlin z čeledi trubačovité (Bignoniaceae). Jsou to stromy a keře většinou s dvakrát zpeřenými listy a modrými nebo modrofialovými zvonkovitými květy. Rod zahrnuje asi 50 druhů a pochází ze Střední a Jižní Ameriky. Žakaranda mimózolistá a některé další druhy jsou pěstovány v sušších oblastech tropů a subtropů jako krásně kvetoucí okrasné dřeviny.

## Název
Název Jacaranda má původ v jihoamerickém jazyce Guaraní a znamená vonný.
Termínem jacaranda se označuje též dřevo některých bobovitých stromů z tropické Ameriky, zejména z rodů dalbergie (Dalbergia) a Machaerium.

## Popis
Žakarandy jsou středně vysoké až mohutné stromy nebo řidčeji keře. Listy jsou dvakrát zpeřené, složené z drobných nebo velkých lístků, řidčeji jednoduše zpeřené a výjimečně i jednolisté (některé brazilské druhy). Květy jsou modré nebo modrofialové, uspořádané v chudých až mnohokvětých úžlabních nebo vrcholových latách. U některých druhů květenství vyrůstají ze starších bezlistých větví (ramiflorie). Kalich je široce zvonkovitý nebo miskovitý, na vrcholu víceméně uťatý a obvykle s pěti zoubky, případně s pěti ostrými laloky. Koruna je trubkovitě zvonkovitá, na vnější straně chlupatá až lysá. Tyčinky mají často pouze jeden prašný váček. Staminodium je protáhlé, delší než fertilní tyčinky. Semeník je svrchní, zploštěle válcovitý. Plodem je podlouhlá tobolka pukající dvěma chlopněmi. V rovině kolmé na přehrádku je tobolka silně zploštělá. Semena jsou plochá, tenká, bezbarvá nebo hnědá, s blanitými křídly.

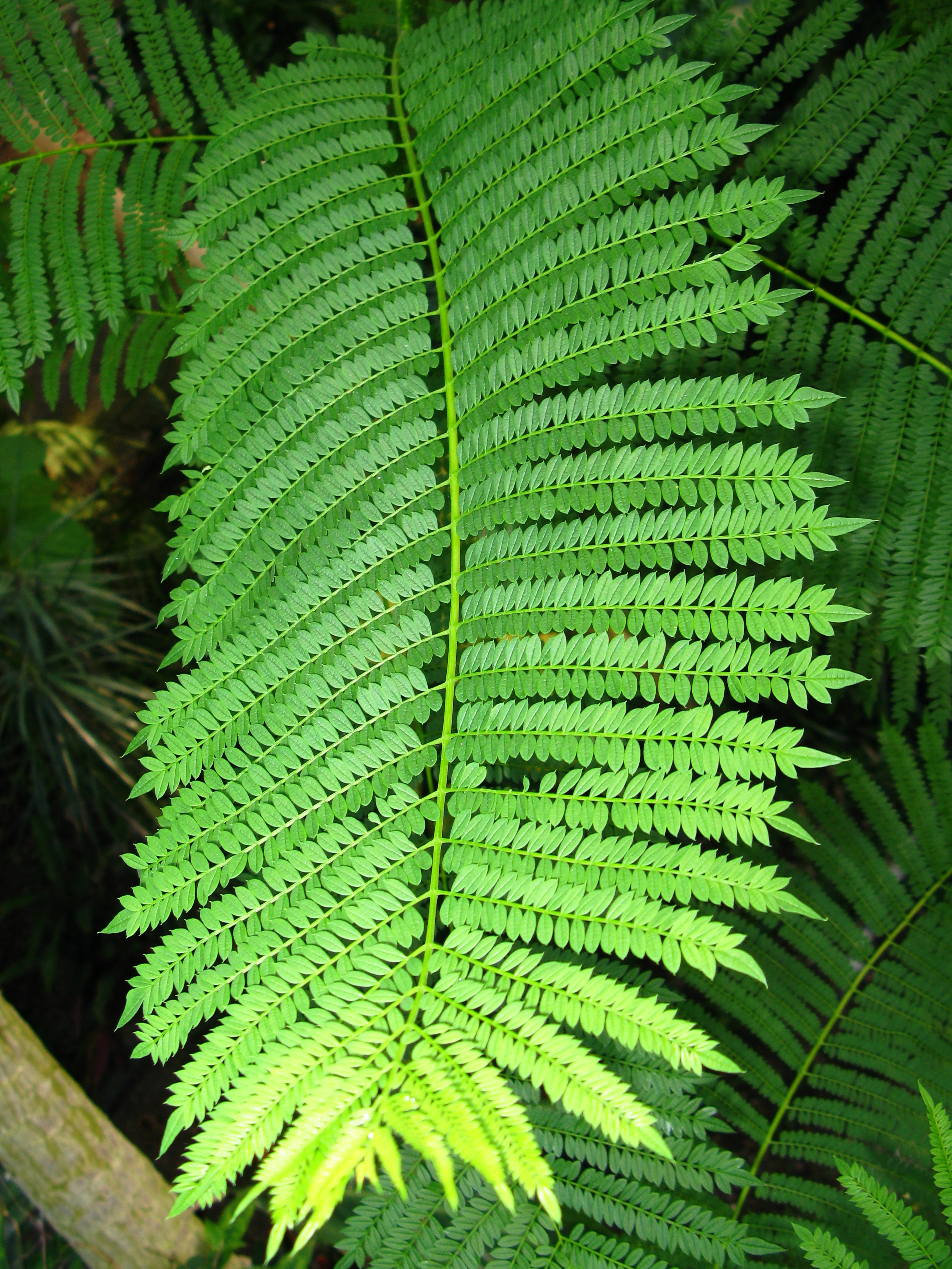
List žakarandy mimózolisté
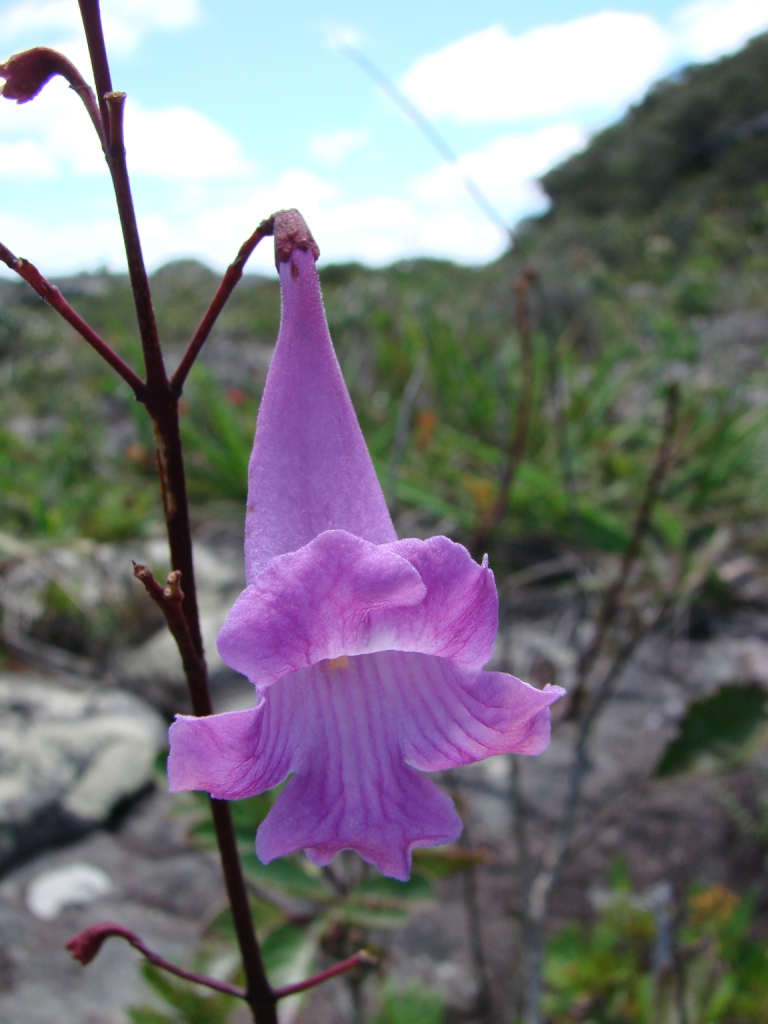
Květ Jacaranda grandifoliolata
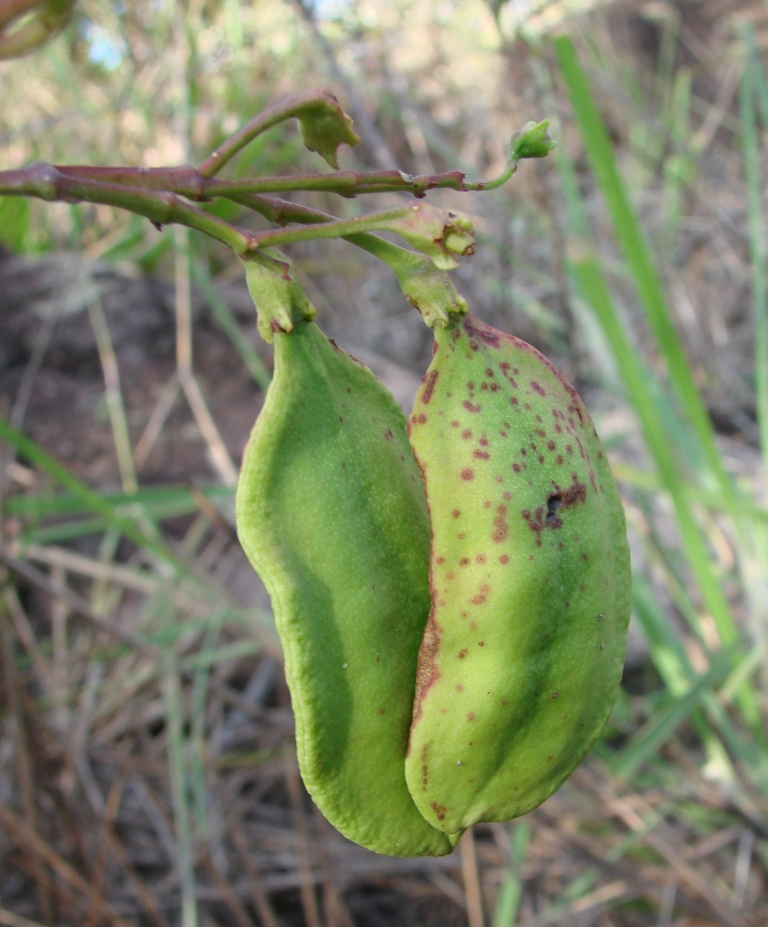
Plody Jacaranda irwinii
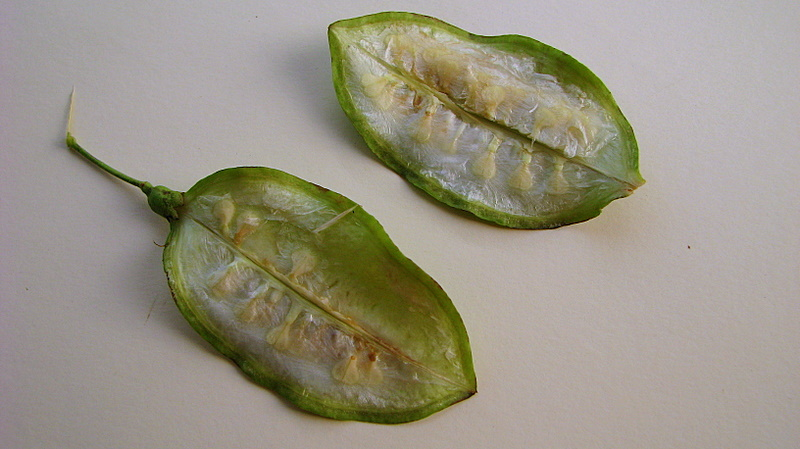
Otevřený plod Jacaranda jasminoides

## Rozšíření
Rod žakaranda zahrnuje asi 50 druhů. Je rozšířen výhradně v tropické a subtropické Americe od Guatemaly a Karibských ostrovů na jih po severní Argentinu. Rozsáhlý areál rozšíření mají např. druhy Jacaranda copaia a J. obtusifolia.

## Ekologické interakce
Mnoho druhů žakarand kvete mohutně v bezlistém stavu. Květy jsou opylovány zejména včelami včetně tzv. orchidejových včel z tribu Euglossini. Mezi další zjištěné opylovače náležejí mouchy, brouci a kolibříci. Bylo zjištěno, že důležitou a mnohostrannou funkci při opylování hraje protáhlé staminodium vyčnívající z květu. Na jeho horní části jsou četné žlázky. Kromě tvorby nektaru a chemického lákání opylovačů jím signalizuje čerstvost květu, neboť se stárnutím květu tmavne. Květy žakarand navštěvují mj. včely, které loupí nektar – vykusují na boční straně korunní trubky otvor a nepřicházejí do kontaktu s pylem.

## Taxonomie
Rod Jacaranda je řazen spolu s malým rodem Digomphia do tribu Jacarandeae, který tvoří podle fylogenetických kladogramů bazální větev celé čeledi Bignoniaceae.

## Zajímavosti
Barvu květů žakarand ovlivňuje kyselost půdy. Na kyselém podloží jsou růžovější, na zásaditém více do modra.

## Zástupci
- žakaranda mimózolistá (Jacaranda mimosifolia),[11] syn. žakaranda citlivkolistá

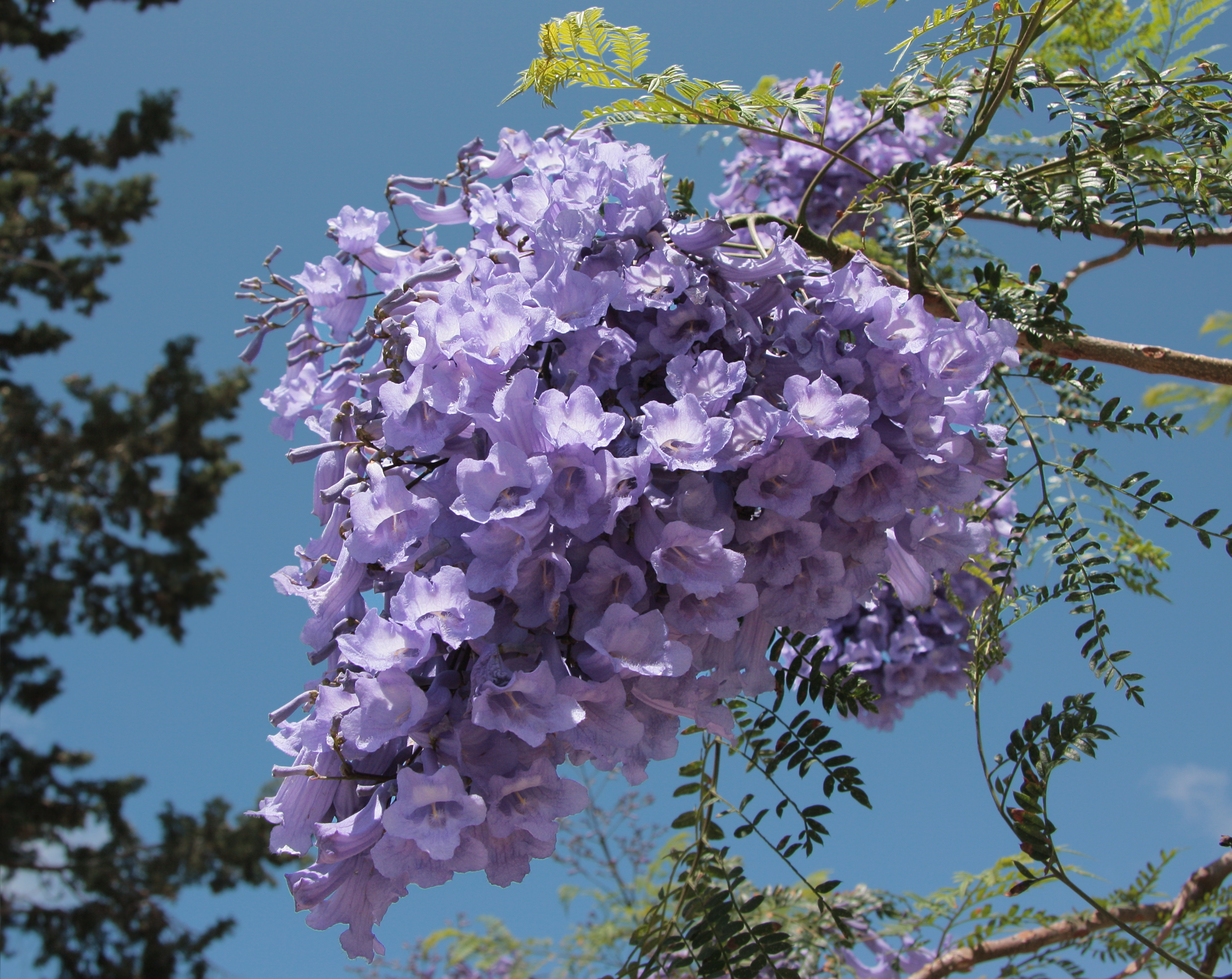
Květenství žakarandy mimózolisté

## Význam
Žakaranda mimózolistá je jeden z nejčastěji pěstovaných subtropických okrasných stromů. Pochází ze suchých jihoamerických savan a je vhodná pouze pro oblasti s periodickým suchým obdobím, ve vlhkých tropech se jí nedaří. Je běžně pěstována např. v Kalifornii a sušších oblastech Střední Ameriky, Afriky a Austrálie. V Jižní Africe a Austrálii je to oblíbený pouliční strom. Z dalších druhů se pěstuje zejména Jacaranda arborea, J. caerulea, J. cuspidifolia a J. jasminoides. Za jeden z nejkrásnějších druhů je považována J. acutifolia.
Druh Jacaranda copaia je rychle rostoucí dřevina používaná k zalesňování. Měkké dřevo J. obtusifolia se používá v řezbářství.
Žakaranda mimózolistá je pěstována i v nejteplejších částech jižní Evropy a lze ji nalézt ve sklenících některých českých botanických zahrad.

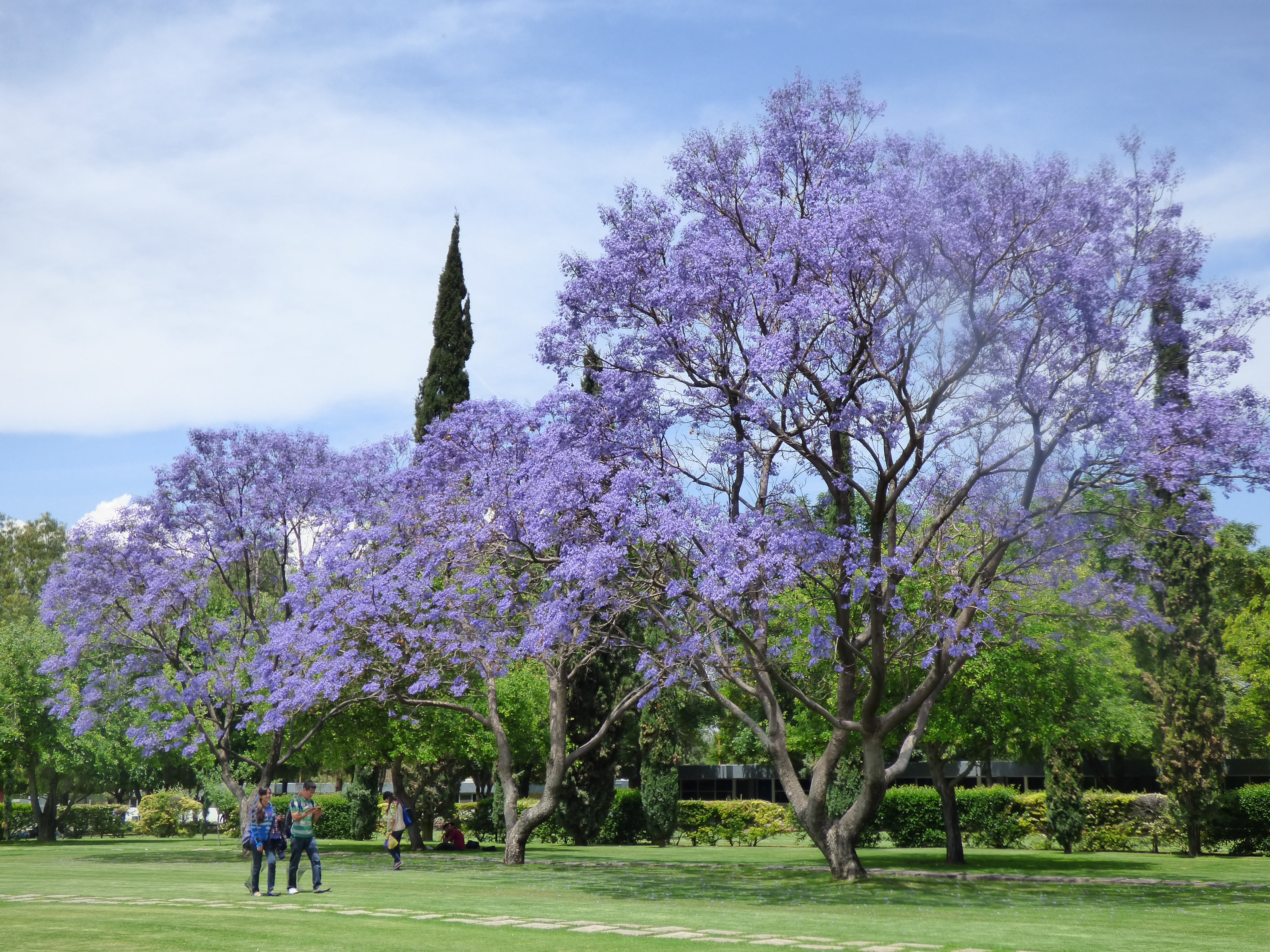
Rozkvetlé žakarandy v Mexiku
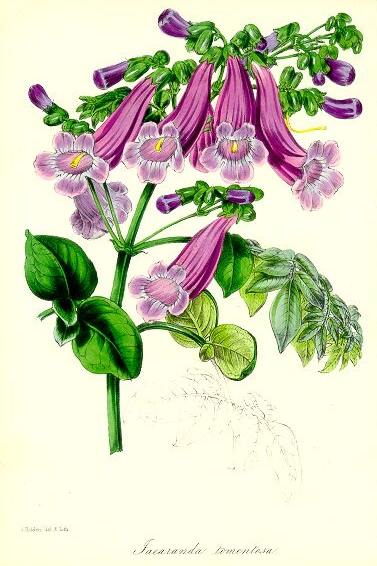
Kresba Jacaranda jasminoides
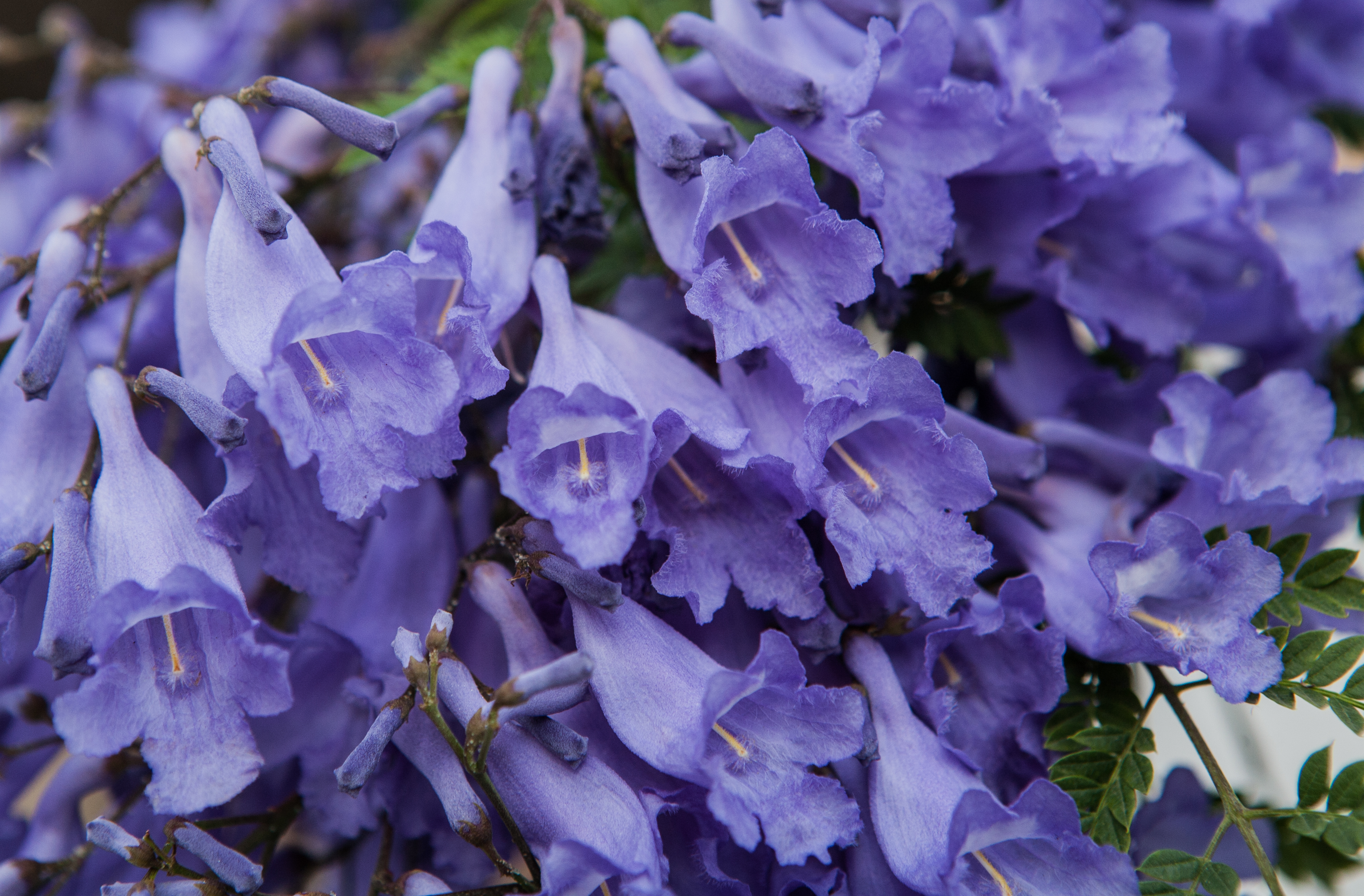
Květenství Jacaranda cuspidifolia